# Thijs van Leer
Thijs van Leer (født 31. marts 1948) er en hollandsk musiker, sanger og komponist mest kendt fra det progressive rock-band Focus.
Hans hovedinstrumenter er fløjte og forskellige typer af orgler. Derudover synger, jodler og fløjter han. De to sidste træk er meget karakteristisk for bandet Focus.

## Biografi
Van Leer fik sin første fløjte som 11-årig af sin far, som var klassisk fløjtenist. Han studerede kunsthistorie ved Amsterdam Universitet, hvorefter han begyndte at studere fløjte og komposition ved Amsterdam Konservatorium. Senere kom han til Geneva Conservatoire, hvor han udover fløjte studerede klaver, orkestrering og orgel.
Under sin studietid blev han leder af en jazz-gruppe, hvori han bidrog på klaveret. I 1969 gik han sammen med Martijn Dresden (bas) og Hans Cleuver (trommer) og dannede en trio, der udover at spille deres eget materiale spillede covernumre af den engelske rockgruppe Traffic. Senere på året kom guitaristen Jan Akkerman med i gruppen og Focus var dannet. De udgav flere album igennem 1970'erne.
Van Leer ledte Focus gennem et antal medlemsforandringer, og i 1977 var han det eneste tilbageblivende medlem. Gruppen opløstes i 1978, hvorom Jan Akkerman og han dog i 1985 kort gik sammen igen. I 2002 skabte han et nyt Focus, som udgav albummene Focus 8 og Focus 9.
Foruden sit arbejde med Focus har van Leer udgivet en række soloalbum siden 1972. Desuden indgår han som gæstemusiker hos andre kunstnere.

## Diskografi

### Focus
- In and Out of Focus (Januar 1971)
- Moving Waves (Oktober 1971)
- Focus III (November 1972)
- Focus at the Rainbow (Oktober 1973)
- Hamburger Concerto (Maj 1974)
- Mother Focus (Oktober 1975)
- Ship of Memories (September 1977)
- Focus con Proby (Januar 1978)
- Focus (August 1985)
- Focus 8 (Januar 2003)
- Live at the BBC 1976 (Maj 2004)
- Focus 9 / New Skin (September 2006)

### Solo
- 1972 Introspection (CD) / Introspection (LP)
- 1975 O My Love
- 1976 Introspection 2 (CD) / Introspection 2 (LP)
- 1977 Nice to Have Met You
- 1978 Introspection 3 (CD) / Introspection 3 (LP)
- 1980 Introspection 4 (CD) / Introspection 4 (LP)
- 1981 Reflections
- 1986 Renaissance
- 1992 Introspection 92 ( Posthumous tribute to Rogier van Otterloo)
- 1994 Musical Melody
- 1996 Bolero (CD-version af Reflections-albummet med to ekstra numre)
- 1996 Summertime
- 1997 Instrumental Hymns
- 1999 The Glorious Album
- 1999 Bach For A New Age
- 2000 12 Mooiste Liederen (genudgivelse af The Glorious Album under navnet Jan Mulder, klaver)
- 2006 Etudes Sans Gêne begrænset oplag DVD